# Miguel Poblet
Miguel Poblet Orriols (Montcada i Reixac, Barcelona, 18 de março de 1928-Barcelona, 6 de abril de 2013) foi um ciclista espanhol, profissional entre os anos 1944 e 1962, durante os quais conseguiu 262 vitórias.
Converteu-se em ciclista profissional muito cedo, aos 16 anos, mas durante muito tempo limitou-se fundamentalmente a provas da Catalunha e arredores.
Quando por fim se abriu ao ciclismo para além das fronteiras espanholas, Poblet demonstrou ser um excelente sprinter. Foi em Itália, militando na equipa Ignis, onde conseguiu as suas vitórias mais importantes. Foi duas vezes ganhador da Milão-Sanremo e segundo em outra ocasião, e obteve vinte vitórias de etapa no Giro d'Italia, ainda que também conseguiu três triunfos de etapa tanto na Volta a Espanha como no Tour de France, prova na que conseguiu a façanha de ser o primeiro ciclista espanhol em portar o maillot amarelo durante uma etapa na edição do 1955. Em 1956 converteu-se no primeiro ciclista a conseguir triunfos de etapa nas três Grandes Voltas no mesmo ano, algo que igualariam mais tarde Pierino Baffi, em 1958, e Alessandro Petacchi, em 2003.
A 6 de abril de 2013 faleceu aos 85 anos após vários dias ter ingressado por uma insuficiência renal.

## Palmarés
| 1945 - Troféu Jaumendreu 1947 - Campeonato da Espanha de Montanha - G.P. Primavera - Troféu Jaumendreu 1948 - Campeonato da Espanha de Montanha - G.P. Pascuas - 2 etapas da Volta à Catalunha 1949 - Campeonato da Espanha de Montanha - 4 etapas da Volta à Catalunha 1951 - 3º da Classificação Geral da Volta a Castilla - Campeonato de Barcelona - 2 etapas da Volta à Catalunha 1952 - Volta à Catalunha e três etapas - 3º da Classificação Geral da Volta a Castilla 1953 - 2 etapas da Volta à Catalunha 1954 - Troféu Masferrer - 4 etapas da Volta à Catalunha 1955 - Midi Livre - 2 etapas do Tour de France - 1 etapa na Volta a Andaluzia - 1 etapa da Bicicleta Basca 1956 - 4 etapas do Giro d'Italia - 3 etapas da Volta a Espanha - 1 etapa do Tour de France - 4 etapas do Volta à Catalunha - Campeonato de Barcelona | 1957 - Milão-Sanremo - Milão-Turim - 4 etapas do Giro d'Italia - 3 etapas da Roma-Nápoles-Roma - 2 etapas da Volta à Catalunha - Campeonato de Barcelona 1958 - 3 etapas do Giro d'Italia - 5 etapas da Roma-Nápoles-Roma - 1 etapa da Paris-Nice - 1 etapa do os Três Dias de Antuérpia - 1 etapa da Volta à Catalunha 1959 - Milão-Sanremo - 3 etapas do Giro d'Italia - 1 etapa da Volta à Catalunha 1960 - Volta à Catalunha e três etapas - 3 etapas do Giro d'Italia - Campeonato da Espanha por Regiões (com a equipa de Catalunha) - Sassari-Cagliari - 1 etapa do Giro di Sardegna 1961 - 3 etapas do Giro d'Italia - 5 etapas da Volta ao Levante |

## Resultados em grandes voltas e Campeonato do Mundo
| Carreira                       | 1955 | 1956 | 1957 | 1958 | 1959 | 1960 | 1961 |
| ------------------------------ | ---- | ---- | ---- | ---- | ---- | ---- | ---- |
| Giro d'Italia                  | -    | Ab.  | 6º   | 6º   | 6º   | 25º  | 41º  |
| Tour de France                 | 26º  | Ab.  | Ab.  | -    | -    | -    | -    |
| Volta a Espanha                | Ab.  | Ab.  | -    | -    | -    | -    | -    |
| Campeonato do Mundo em estrada | Ab.  | Ab.  | -    | 11º  | Ab.  | 24º  | Ab.  |

## Palmarés em pista
| - 1949 Campeão da Espanha de velocidade - 1951 Campeão da Espanha de velocidade profissional - 1957 Campeão da Espanha de velocidade profissional | - 1959 Campeão da Espanha de velocidade profissional - 1961 Campeão da Espanha de velocidade profissional 1º nos Seis dias de Buenos Aires - 1962 Campeão da Espanha de velocidade profissional 1º nos Seis dias de Madrid |